# Amerikai Cserkészszövetség
Az Amerikai Cserkészszövetség (angolul: Boy Scouts of America vagy röviden BSA) egy amerikai cserkész szervezet. 1910-ben, a cserkészmozgalom részeként alapították. Ez az Amerikai Egyesült Államok legnagyobb ifjúsági szervezete, eddig több mint 100 millió amerikai volt a tagja. 2005 végén tagsága 2 938 698 fiatal és 1 146 130 felnőtt vezető. 
Alapvetően önkéntes vezetők működtetik, de a legfelsőbb szintű vezetésben és üzleti tevékenységek kapcsán fizetett alkalmazottakat is foglalkoztat.